# ماونت زیون (ایلینوی)
ماونت زیون (به انگلیسی: Mount Zion) یک روستا در ایالات متحده آمریکا است که در ایلینوی واقع شده‌است. ماونت زیون ۱۰٫۹۴ کیلومتر مربع مساحت و ۵٬۸۳۳ نفر جمعیت دارد و ۲۱۰٫۳۱ متر بالاتر از سطح دریا قرار دارد.